# Песчаный (Мурманская область)
Песчаный — населённый пункт в Кольском районе Мурманской области. Входит в сельское поселение Пушной.

## География
Включён в перечень населённых пунктов Мурманской области, подверженных угрозе лесных пожаров.

## Население
| 2002 | 2010 |
| ---- | ---- |
| 267  | ↘139 |

Численность населения, проживающего на территории населённого пункта, по данным Всероссийской переписи населения 2010 года составляет 139 человек, из них 69 мужчин (49,6 %) и 70 женщин (50,4 %). на 2002 год население составляло 267 человек.

## Люди, связанные с населённым пунктом
В посёлке родился украинский политик Игорь Николаевич Прасолов.